# Longitarsus apicalis
Longitarsus apicalis là một loài bọ cánh cứng trong họ Chrysomelidae. Loài này được Beck miêu tả khoa học năm 1817.